# Aukštaitija

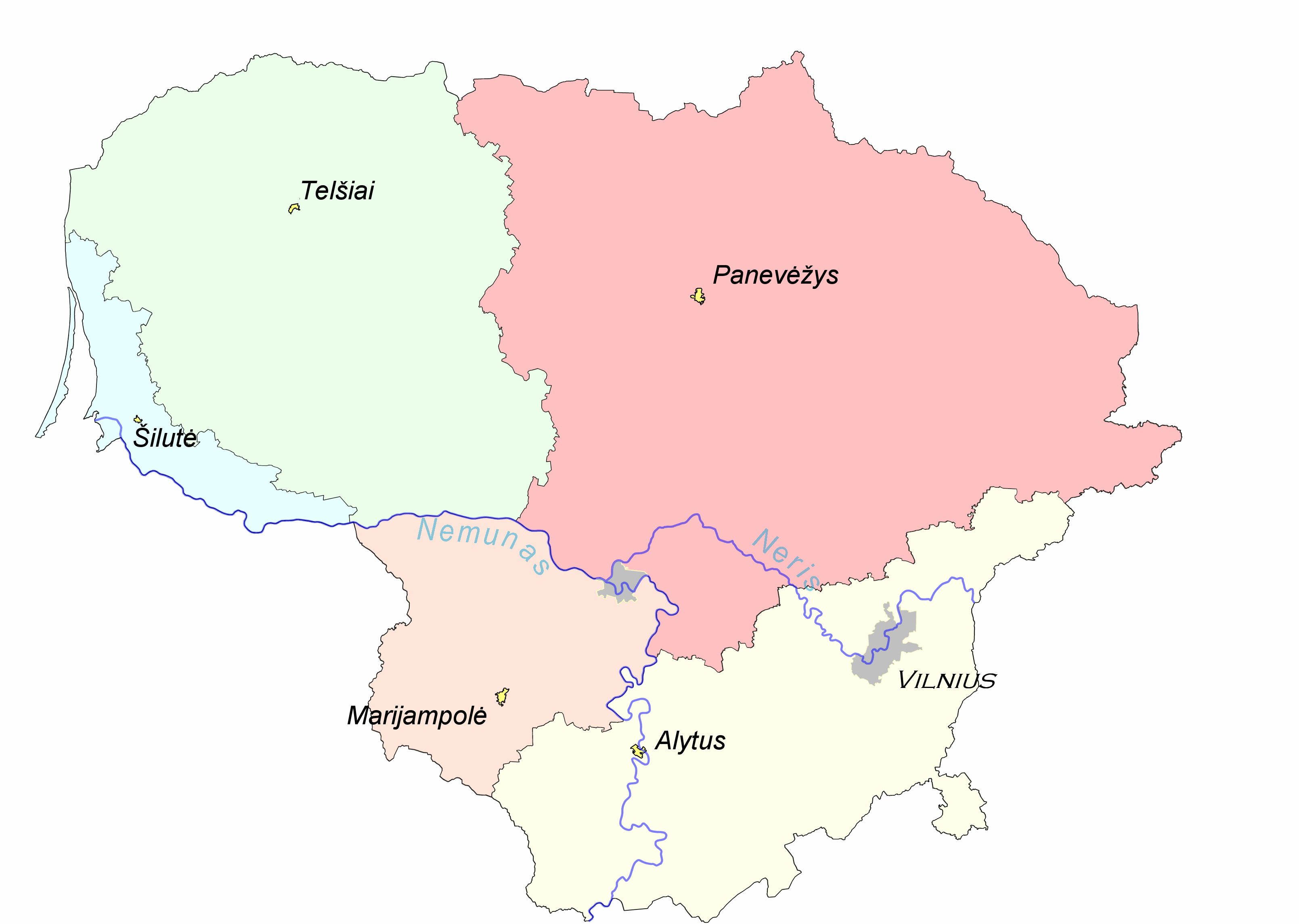
Aukštaitija en vermell clar

Aukštaitija (AFI ɐukʃˈtɐǐːtʲɪjɐ, Terres altes) és el nom d'una les cinc regions etnogràfiques de Lituània. El nom fa referència a l'alta elevació relativa de la regió, en particular de les parts occidentals.

## Geografia

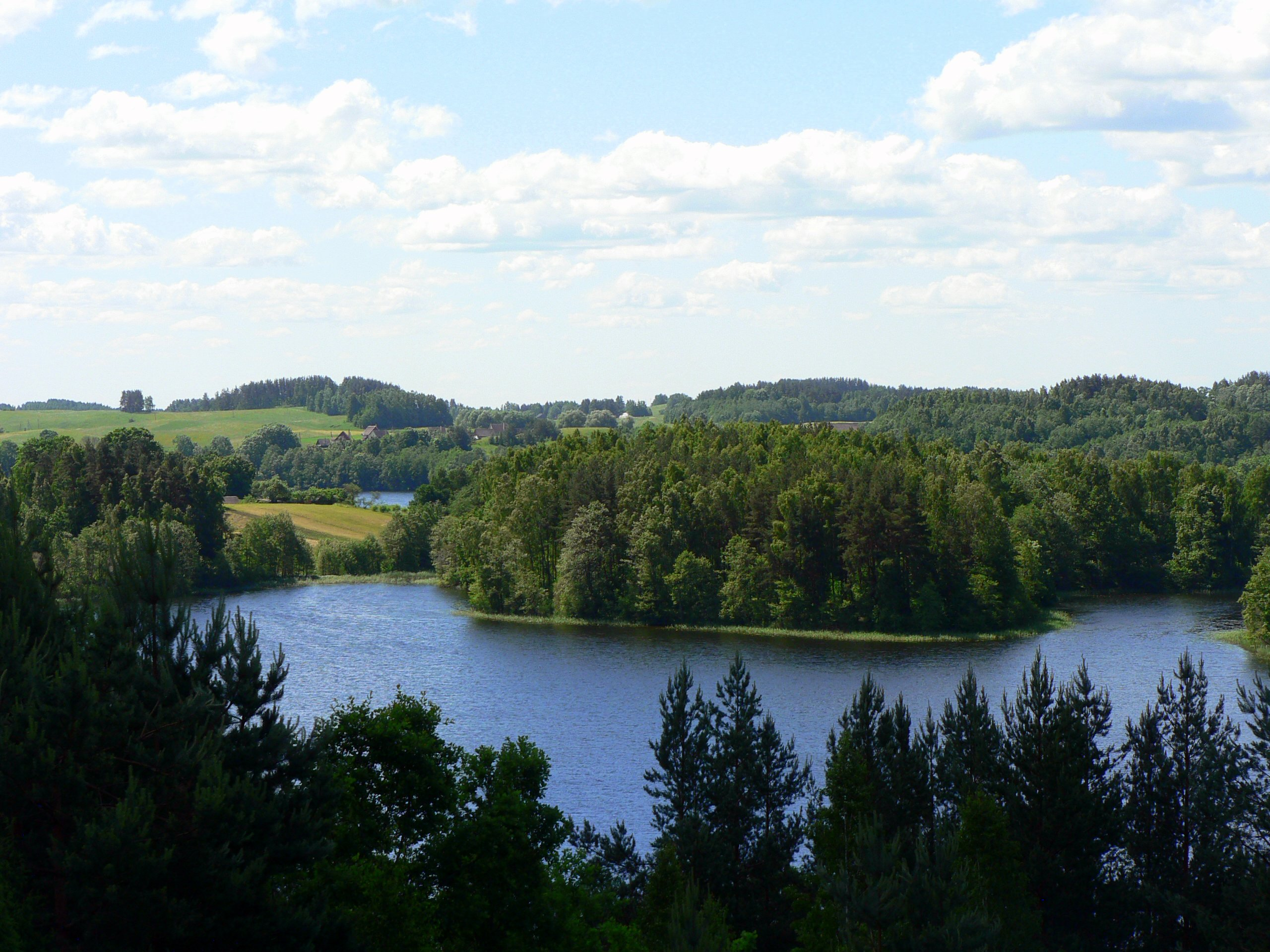
Paisatge d'Aukštaitija

Aukštaitija es troba a la part nord-occidental de Lituània i també abasta una petita part de Letònia i Belarús. La ciutat més important i, per bé que no en sentit estríctament polític, la que es considera capital de la regió és Panevėžys, que té més de 100.000 habitants. Les ciutats més grans (per població; les que estan per damunt dels 20.000 habitants) són:
- Panevėžys - 119,749 (considerada la capital)
- Jonava - 34,954
- Utena - 33,860
- Kėdainiai - 32,048
- Visaginas - 29,554 (nota - la ciutat fou construïda pels soviets i està habitada principalment per russos i altres nacionalitas soviètiques, per tant forma part d'aquesta regió només geogràficament.)
- Ukmergė - 28,759
- Radviliškis - 20,339

La regió està plena de llacs, sobretot a la part occidental.

## Història
Històricament Aukštaitija es correspongué amb el Gran Ducat de Lituània fins al segle xiii. La seva capital inicial més probable era Kernavė. En el tractat de Gediminas de 1322, Aukštaitija s'anomenava terra eustoythen ("terra d'aukštaitijans"). Aukštaitija va ser esmentat com a Austechia al Chronicon terrae Prussiae escrit al voltant de 1326. Políticament, des de finals del segle xiii, va formar part del ducat de Vilnius / Lituània i el Ducat de Trakai, i potser va ser emprat per referir-se als dos en conjunt. Des del segle xv, que correspon al Voivodat de Trakai i al Voivodat de Vílnius format per Aukštaitija, com a unitat política i per motius d'ètnia, també conegut com a Lituània pròpia.

## Demografia
Els seus habitants, en bona part, parlen el dialecte aukštaitià del lituà. En virtut de la nova classificació dels dialectes lituans es divideix en dos dialectes, aukštaitian i samogitià, i tots els dialectes anteriors estan classificats com a subdialectes. Els dialectes sudovià i dzukià també es consideren subdialectes de l'aukštaitian ara; per tant, el subdialecte específic parlat a Aukštaitija és conegut com a aukštaitià oriental.
La regió compta amb minories russes i belarusses a l'est; per tant, els dialectes d'allà usen més paraules manllevades d'aquests idiomes. No obstant això, l'ús de dialectes com a Lituània, en general, està disminuint.

## Símbols
Els dissenys de la bandera i de l'escut d'armes d'Aukštaitija (fets per R. Rinkunas) foren presentats al públic al març del 2007.